# Anna Mons
Anna Mons, född 26 januari 1672, död 15 augusti 1714 i Moskva, var mätress till tsar Peter den store av Ryssland från 1691 till 1703. Peter hade en tid planer på att gifta sig med henne. 
Anna Mons var dotter till den holländsktalande vinhandlaren Johann Mons i Tyska Förstaden i Moskva och syster till hovfunktionären Willem Mons. Hennes förhållande med Peter upplöstes 1703 sedan hon haft en förbindelse med Preussens ambassadör Keyserling. Hon gifte sig med Keyserling 1711 och avled i lungsot.       